# Kariera Artura Ui
Kariera Artura Ui (Der aufhaltsame Aufstieg des Arturo Ui) – dramat sceniczny z 1941 roku autorstwa Bertolta Brechta. Osadzony w latach 30. XX wieku w amerykańskim Chicago dramat ukazuje drogę na szczyty władzy bezwzględnego gangstera, tytułowego Artura Ui.
Utwór Brechta był reakcją artysty na przemiany polityczne w nazistowskich Niemczech, z których zdołał uciec przed aresztowaniem za swe lewicowe poglądy polityczne. Tytułowa postać mogła być interpretowana zarówno jako alegoria ówczesnego chicagowskiego gangstera Ala Capone, ale również odczytywano ją jako ucieleśnienie Adolfa Hitlera. Po II wojnie światowej Kariera Artura Ui została wydana w Niemczech dopiero w 1957 roku, a oficjalną premierę miała 10 listopada 1958 roku w Stuttgarcie, dwa lata po śmierci artysty. W Polsce zadebiutowała w 1962 roku za sprawą reżysera Erwina Axera, a w 1973 na jej podstawie spektakl Teatru Telewizji wyreżyserował Jerzy Gruza; transmedialnej adaptacji sztuki Brechta dokonał w 2001 roku Wojciech Adamczyk. 